# Lịch mùa Vọng

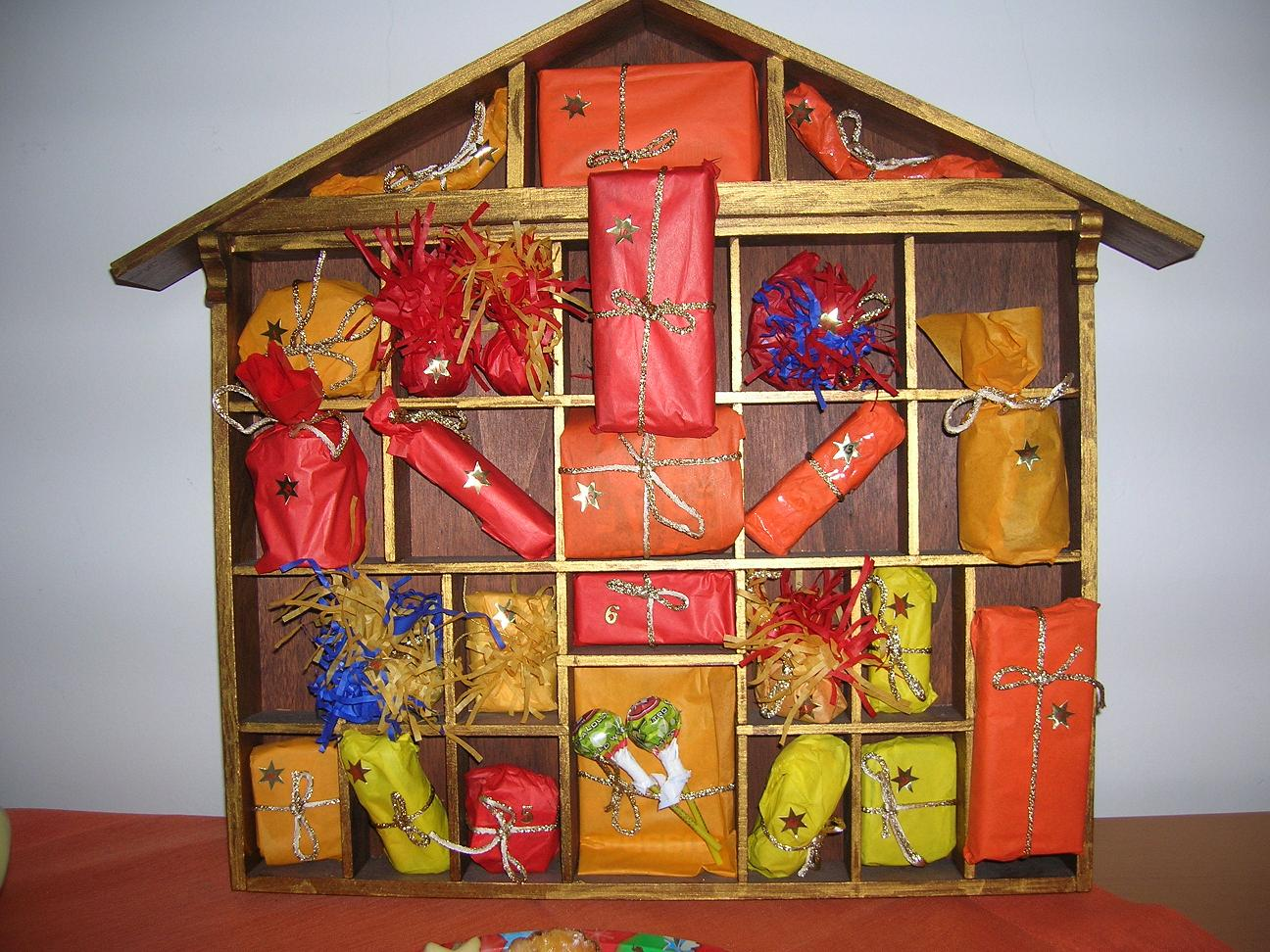
Lịch Mùa Vọng tự làm, với những gói quà

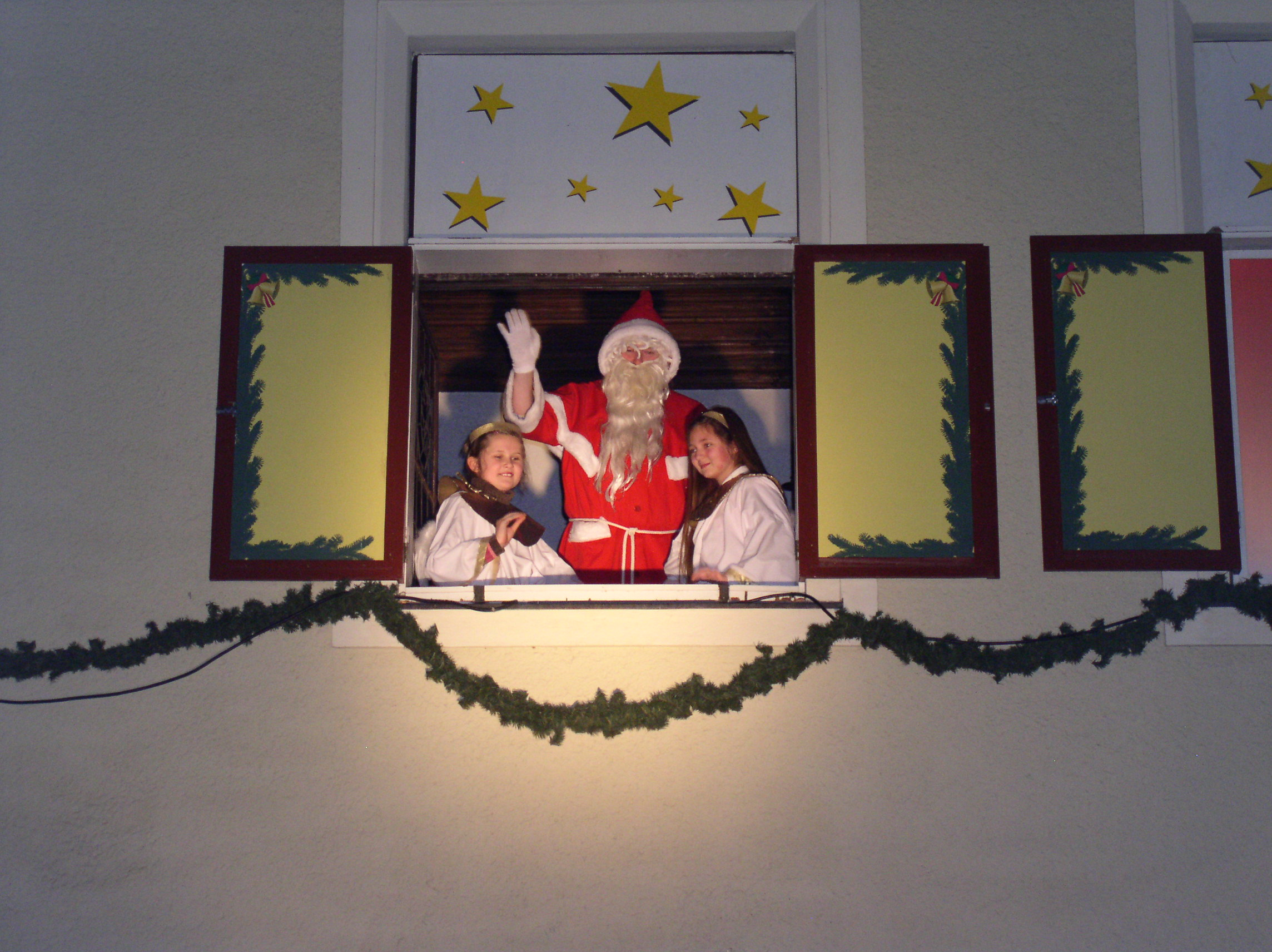
Lịch mùa Vọng "sống" với người thật

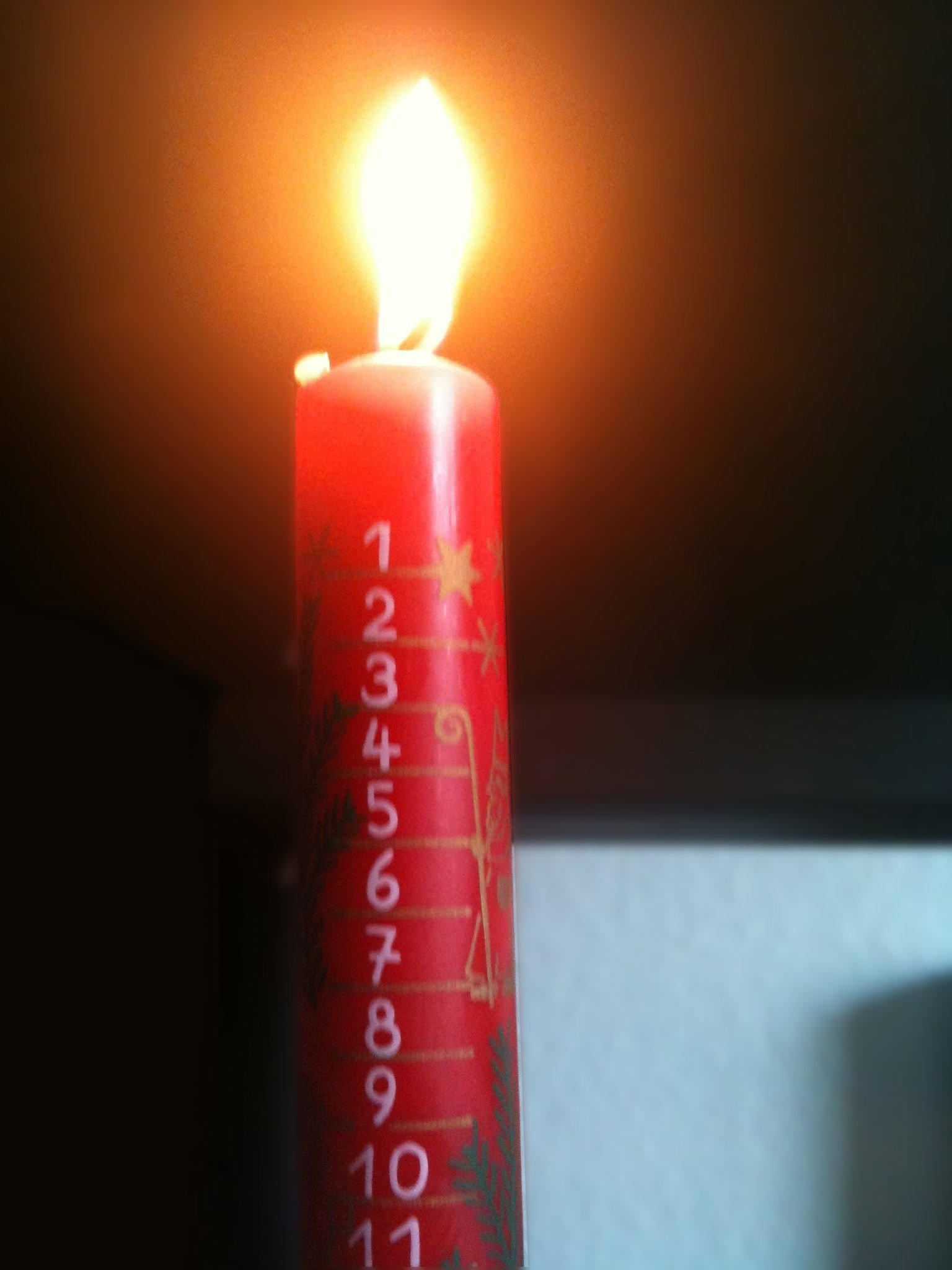
Nến mùa Vọng, có chia ngày, và mỗi ngày đốt nến tương ứng đến đó

Tại phương Tây, một lịch Mùa Vọng là một lịch đặc biệt được sử dụng để đếm ngược hoặc kỷ niệm những ngày chờ đợi đến lễ Giáng sinh. Lịch Mùa Vọng hiện nay thường bắt đầu từ ngày 01 tháng 12 cho đến ngày 24 tháng 12, đôi khi có loại lịch có thể bắt đầu từ Chủ nhật Mùa Vọng đầu tiên, sớm nhất là ngày 27 tháng 11 và trễ nhất là 03 tháng 12.
Lịch thường mang hình thức của một thẻ hay tấm bảng hình chữ nhật lớn với "cửa sổ" trong đó thường là 24 cửa sổ, một cửa sổ cho mỗi ngày của tháng 12 dẫn đến ngày Giáng sinh. Các cửa sổ thường có đánh số và sắp đặt không theo thứ tự (cho người phải tìm chút ít), khi mở để lộ phía trong là một hình ảnh, bài thơ, một phần của một câu chuyện (chẳng hạn như câu chuyện về Giáng sinh của Chúa Giêsu) hoặc một món quà nhỏ, chẳng hạn như một đồ chơi hoặc sô-cô-la (có thể lịch là một hộp sô cô la, với 24 ô khoét sẵn).
Phong tục này được xem là bắt đầu của Giáo hội Luther Đức, từ đầu thế kỷ 19. Thời đó, nhiều gia đình thường gạch 24 gạch phấn trắng lên cửa, và mỗi ngày xóa đi 1 gạch, hay là thắp 1 hàng nến, hay là mỗi ngày dán những tranh ảnh tôn giáo lên tường. Theo Viện Bảo tàng Bang Niederösterreich, lịch mùa Vọng làm bằng tay đầu tiên có từ năm 1851, lịch in đầu tiên được phát hành tại Hamburg vào năm 1902 hay là 1903.

## Hình ảnh

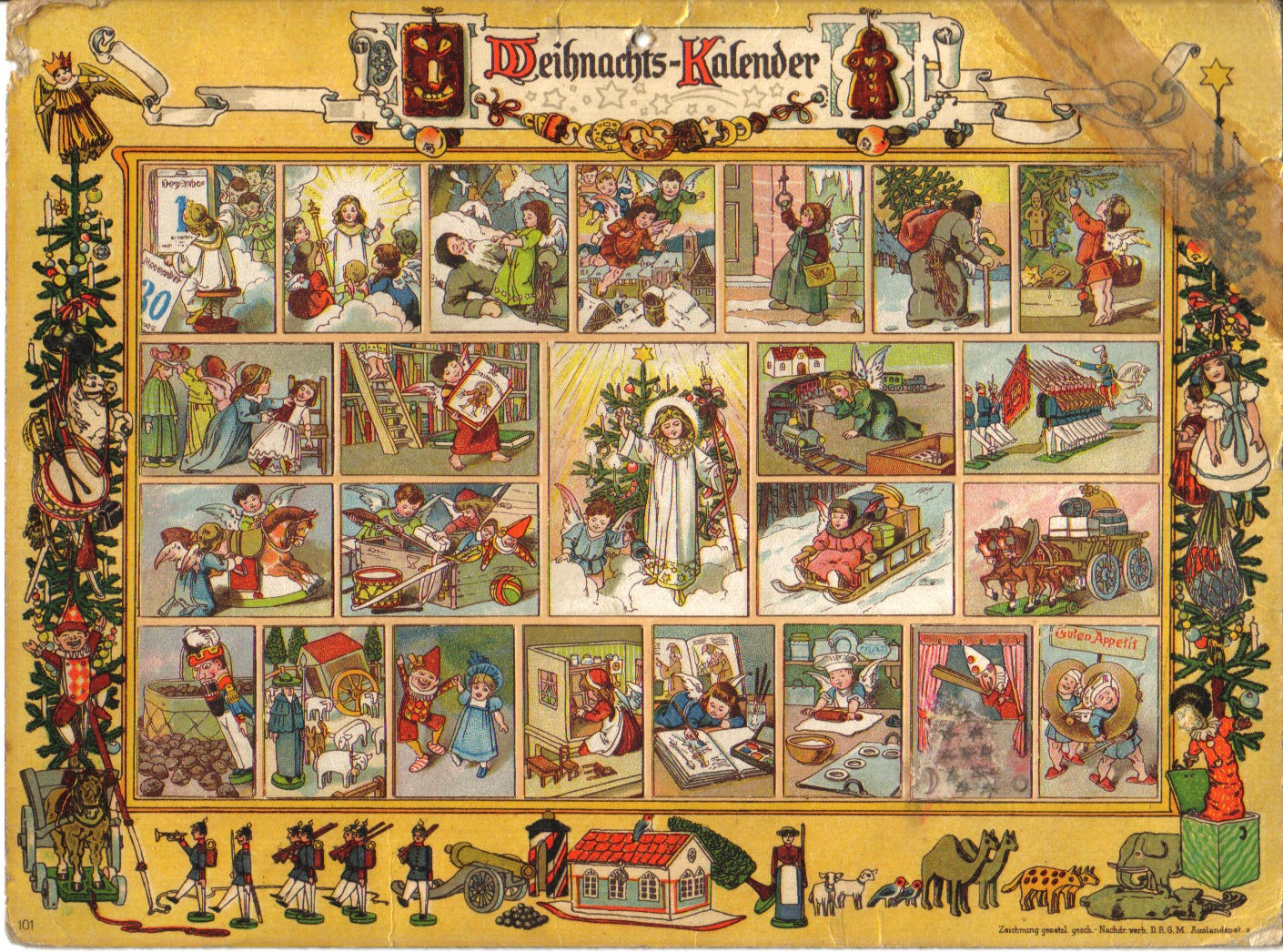
Lịch mùa Vọng Đức in năm 1903, sau mỗi cửa sổ là vài câu thơ về Giáng sinh
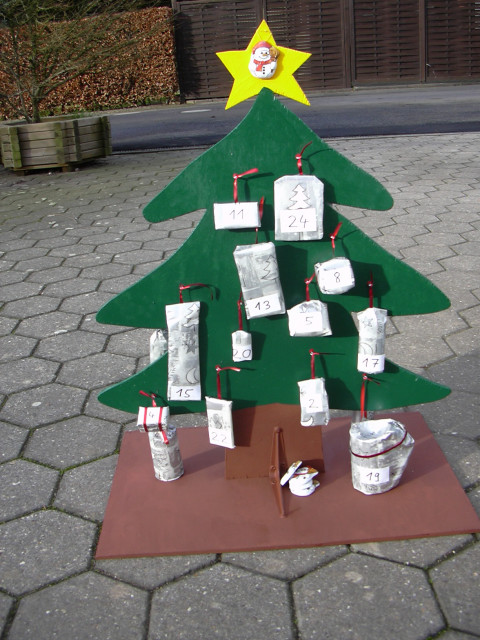
Lịch Mùa Vọng do trẻ em tự làm
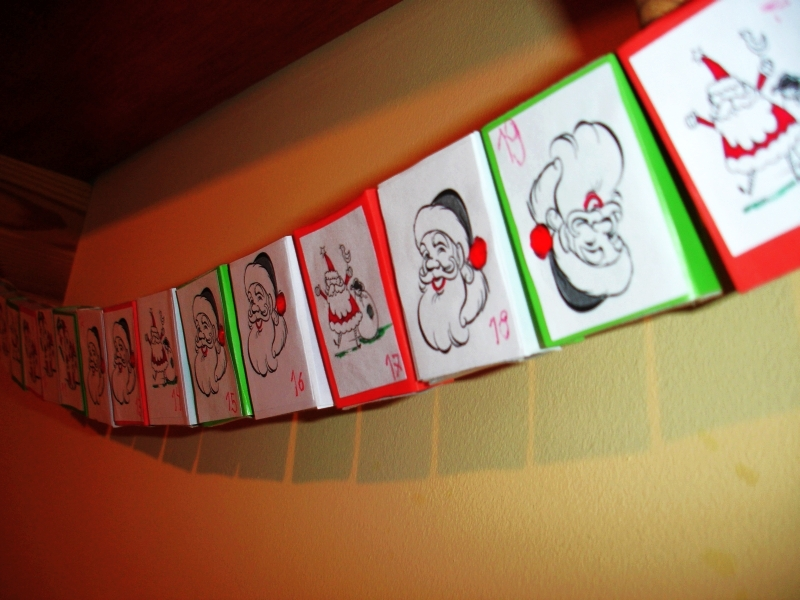
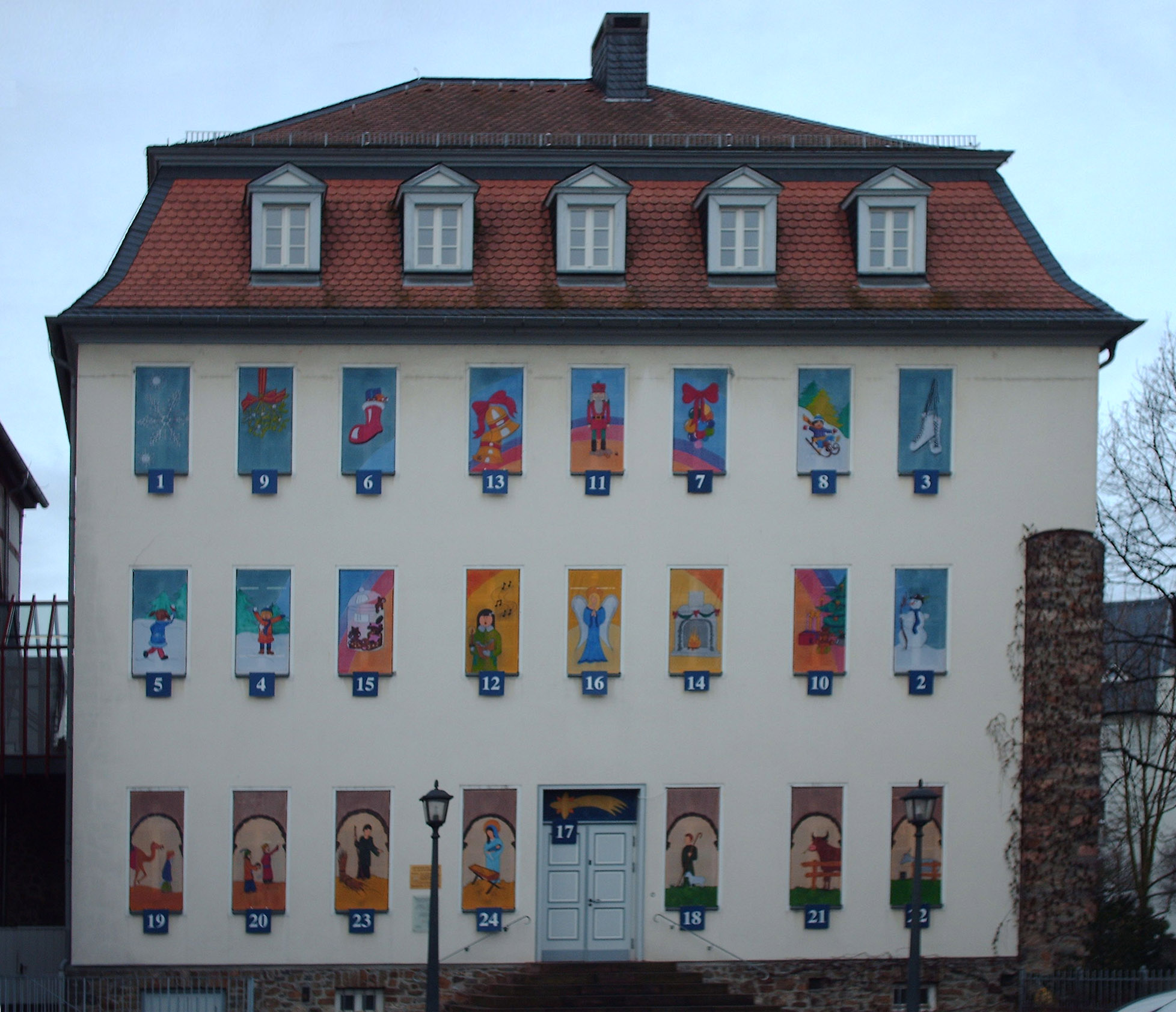
Một ngôi nhà với 24 ô cửa, trang trí như Lịch Mùa Vọng, mỗi ngày kéo 1 màn cửa lên
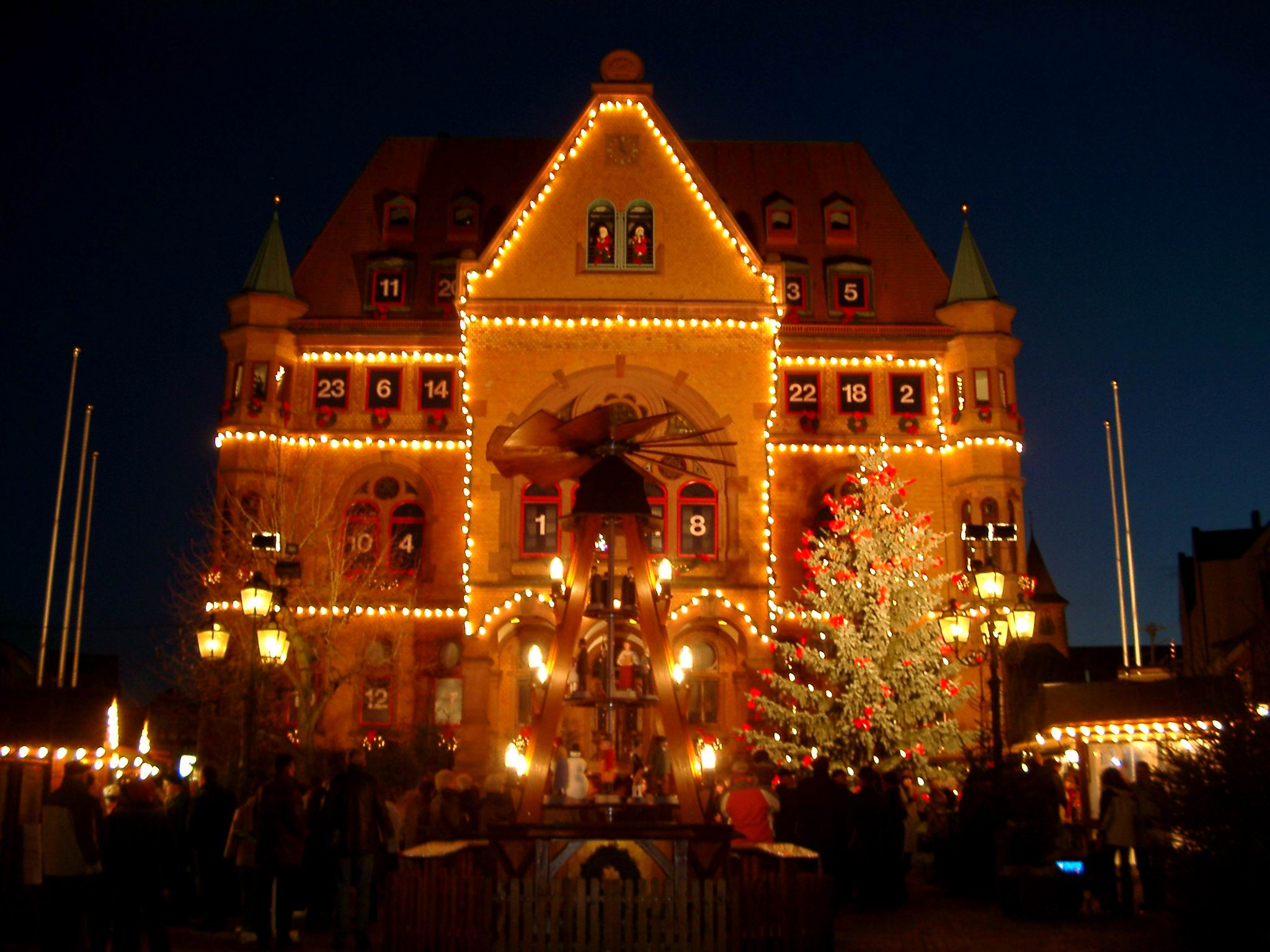
Tòa thị sảnh tại Hünfeld, Đức trang trí thành lịch
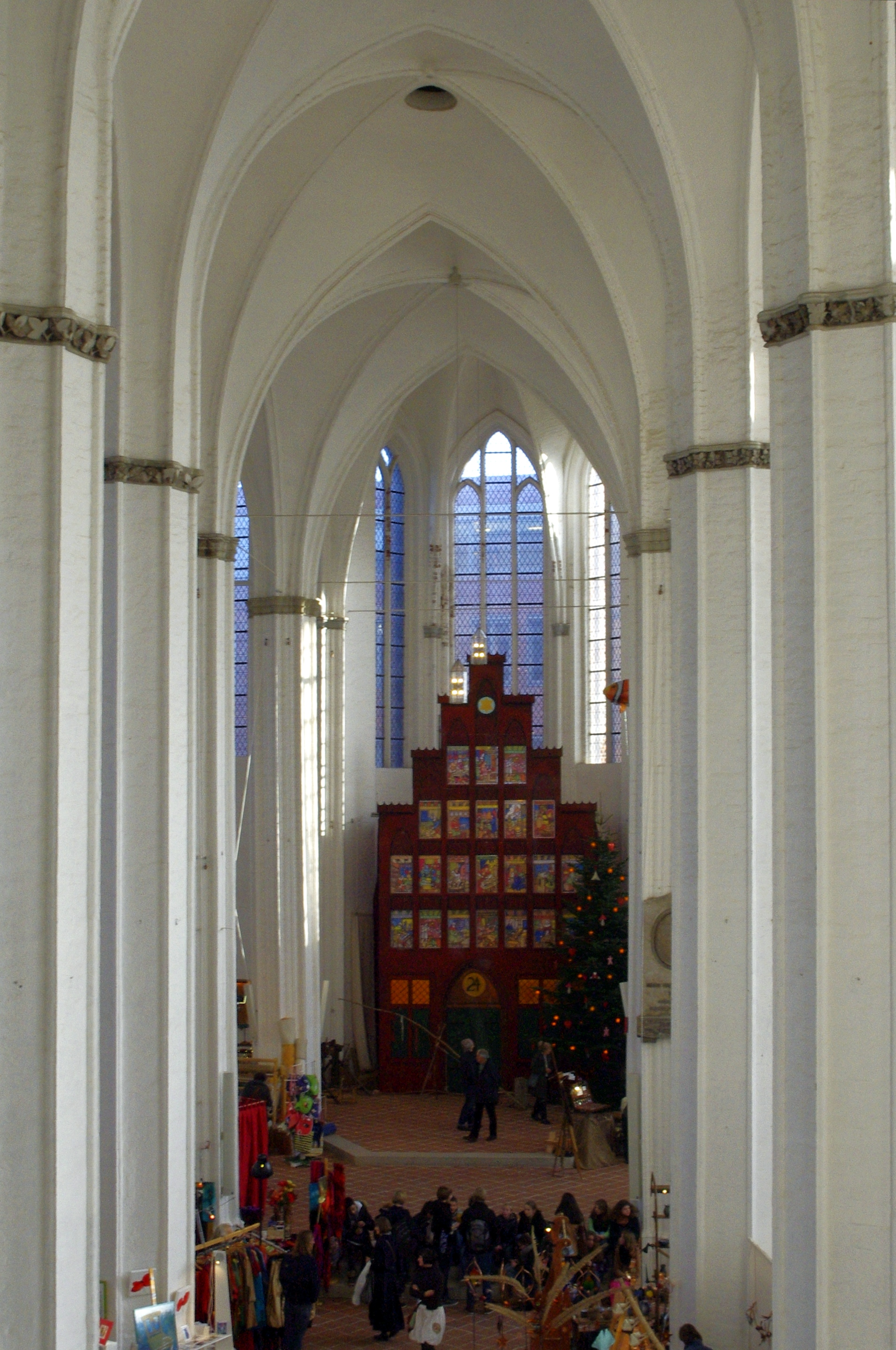
Trong nhà thờ Sankt Petri tại Lübeck
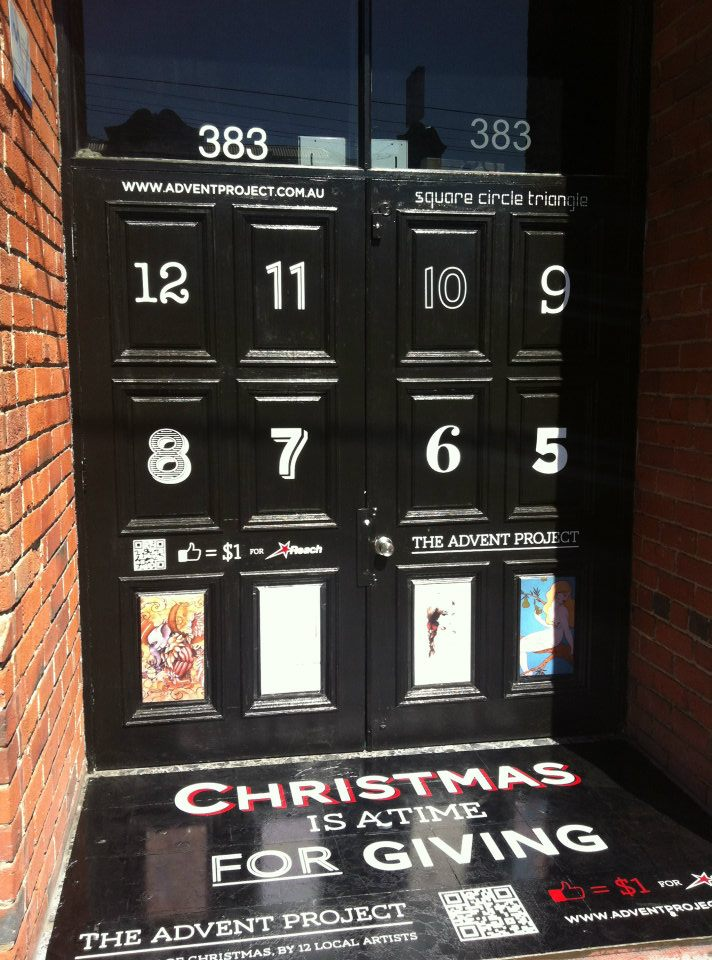
Trên cửa ra vào tại Fitzroy, Melbourne, Úc, năm 2011
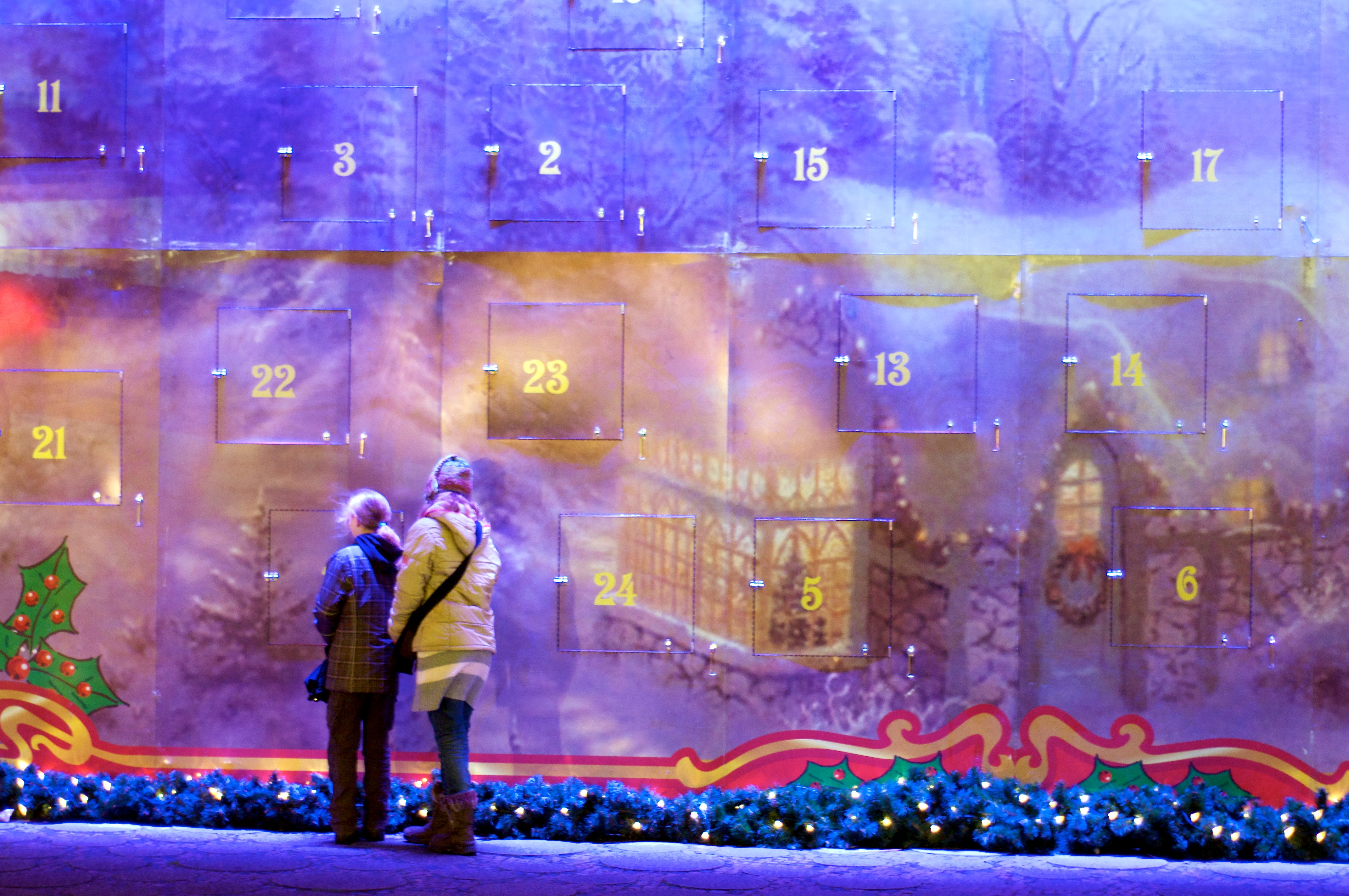
Trẻ em chờ đến giờ "mở cửa" lịch